# Savannah (seriál)
Savannah je americký dramatický seriál natáčený v letech 1996 až 1997. Seriál pojednává o životních osudech několika přátel, kteří vyrůstali v americkém městě Savannah v Georgii.
Seriál má dvě řady. První série se natáčela v roce 1996, druhou sérií, natočenou o rok později, seriál končí. Scénář napsala Constance M. Burge. Během vzniku se u natáčení vystřídalo celkem sedm režisérů (Eleanor Lindo – 9 epizod, Richard Lang – 5 epizod, Harvey Frost – 5 epizod, James Darren – 4 epizody, Richard Denault – 2 epizody, Parker Stevenson – 2 epizody, Stefan Scaini – 2 epizody).

## Obsazení
| Robin Lively      | Lane McKenzie      |
| Jamie Luner       | Peyton Richards    |
| Shannon Sturges   | Reese Burton       |
| David Gail        | Dean Collins       |
| Paul Satterfield  | Tom Massick        |
| Ray Wise          | Edward Burton      |
| Beth Toussaint    | Veronica Koslowski |
| George Eads       | Nick Corelli       |
| Ron Clinton Smith | Dave               |